# Lech Gładysiewicz
Lech Gładysiewicz (ur. 1951) – polski inżynier mechanik. Absolwent Politechniki Wrocławskiej. Od 2004 profesor na Wydziale Górniczym (od
2004 Wydziale Geoinżynierii, Górnictwa i Geologii) Politechniki Wrocławskiej i dziekan Wydziału Górniczego (1993-1996) i Wydziału Geoinżynierii, Górnictwa i Geologii (2005-
2012).